# جبهة بنيشانغول - غوموز للوحدة الديمقراطية الشعبية
 جبهة بنيشانغول - غوموز للوحدة الديمقراطية الشعبية (بالأمهرية: የቤንሻንጉልና ጉሙዝ ሕዝቦች ዴሞክራሲዊ አንድነት)‏ كان حزبًا سياسيًا في إثيوبيا. في الانتخابات الأخيرة التي أجريت في 23 مايو 2010 ، فازت الجبهة بـ 9 مقاعد. وفي الانتخابات المحلية التي أجريت في نفس اليوم ، فازت الجبهة بـ 98 مقعدًا من أصل 99 مقعدًا في برلمان بني شنقول - جوموز.
تم تشكيل حزب الازدهار من خلال اندماج ثلاثة أحزاب سابقة في الجبهة الديمقراطية الثورية للشعب الإثيوبي، وهي حركة أمهرة الوطنية الديمقراطية، والمنظمة الديمقراطية لشعوب أورومو، وحركة شعب جنوب أثيوبيا الديمقراطية. كما تم تضمين حزب عفار الوطني الديمقراطي، وجبهة بنيشانغول - غوموز للوحدة الديمقراطية الشعبية، وحزب الشعب الصومالي الإثيوبي الديمقراطي، وحركة غامبيلا الشعبية الديمقراطية، ورابطة هاريري الوطنية في الاندماج.